# Сольєдра
Сольєдра (ісп. Soliedra) — муніципалітет в Іспанії, у складі автономної спільноти Кастилія-і-Леон, у провінції Сорія. Населення — 36 осіб (2010).
Муніципалітет розташований на відстані близько 160 км на північний схід від Мадрида, 33 км на південь від Сорії.
На території муніципалітету розташовані такі населені пункти: (дані про населення за 2010 рік)
- Борчикаяда: 15 осіб
- Сольєдра: 21 особа

## Демографія
Динаміка населення (INE ):

## Галерея зображень

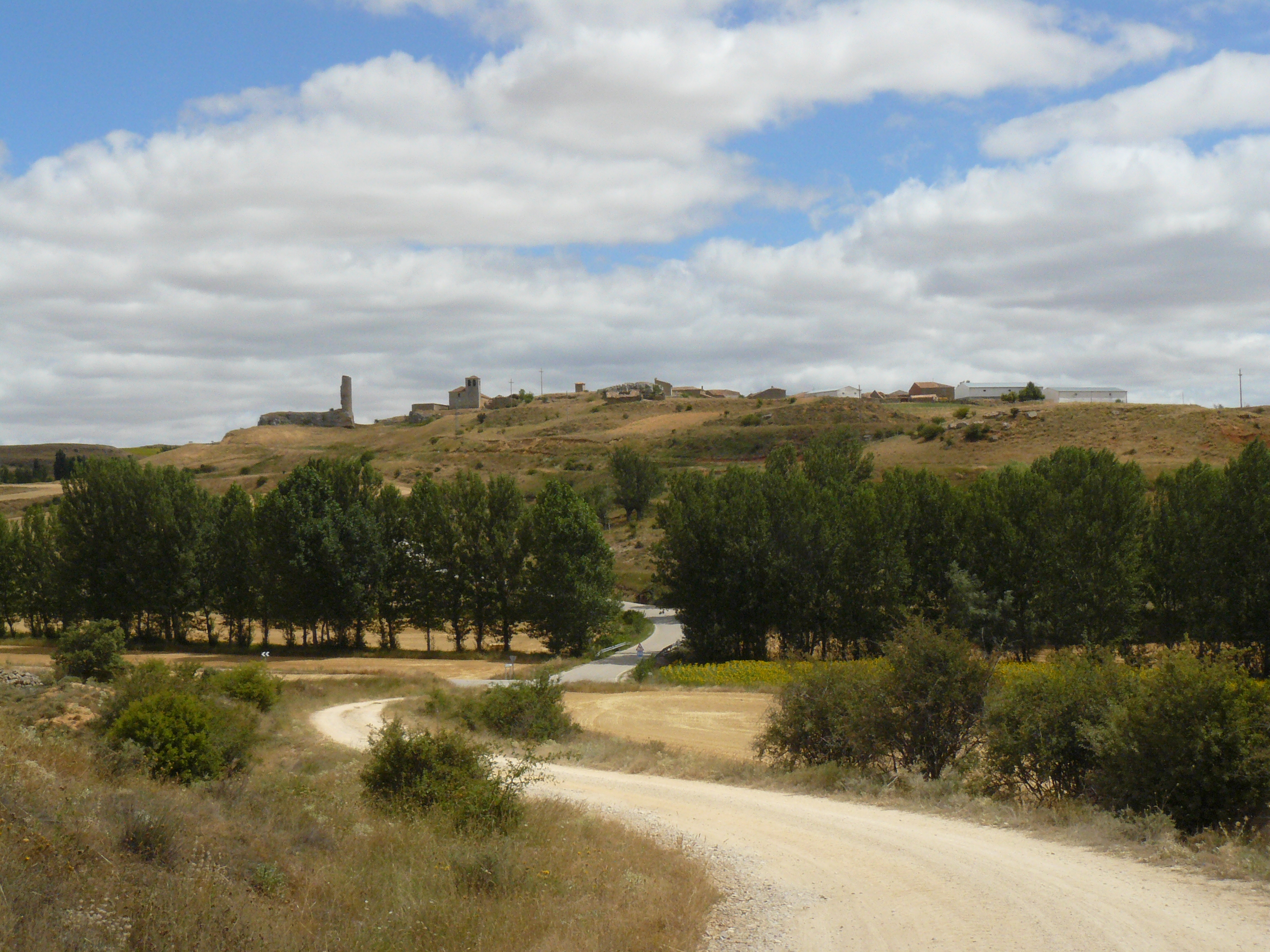
Сольєдра
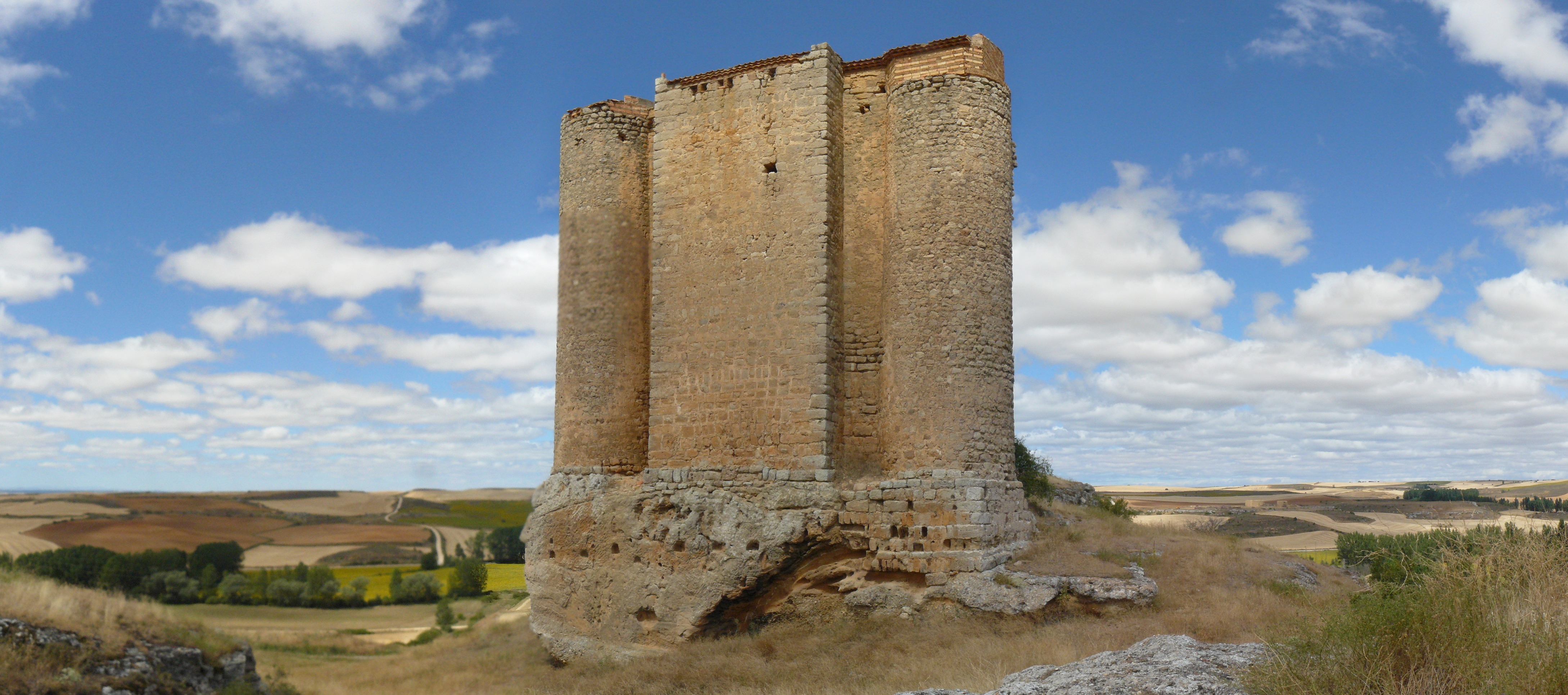
Руїни замку